# Abbazia di Grazzano
L'abbazia di Grazzano che sorge a Grazzano Badoglio è di rilevante importanza architettonica. Nell'anno 961 il marchese Aleramo I di Monferrato fondò, sul colle dove si erge oggi la chiesa, un'abbazia che affidò ai benedettini i quali vi rimasero per oltre quattro secoli.

## Storia

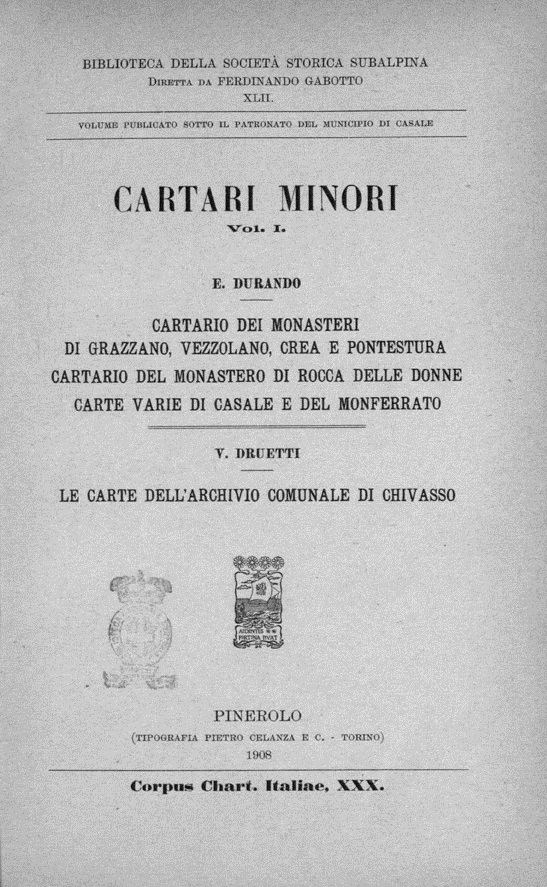
Edoardo Durando, Cartario dei monasteri di Grazzano, Vezzolano, Crea e Pontestura, 1908

Di quella prima costruzione rimangono attualmente la torre campanaria romanica, alla quale nel 1910 è stata aggiunta una sopraelevazione; il porticato della vecchia casa parrocchiale con balconcino; il chiostro, oggi ristrutturato e riportato agli antichi splendori; l'abside di forma ottagonale visibile dall'esterno (all'interno sono stati effettuati dei rimaneggiamenti).
La maggior auge dell'abbazia aleramica fu tra i secoli XII e XV. Con decreto 16 agosto 1802 la secolare abbazia aleramica venne soppressa dalla legislazione napoleonica, ma l'abate continuò a risiedere in paese con il titolo di "cittadino parroco" (vicario perpetuo). La chiesa attuale, dedicata ai santi Vittore e Corona è stata costruita nel XVI secolo, ma subì svariati rimaneggiamenti e modifiche, nonché ristrutturazioni.